# 薛文江
薛文江（？—1634年），字绍黄，號崌崃，山东济南府滨州人。明末官員。

## 生平
万历四十三年（1615年）乙卯科山东乡试举人，天啓五年（1625年）乙丑科進士，授北直河间县知县，崇祯元年（1628年）举卓异，入覲还县，崇祯七年甲戌正月十四日卒。